# Assiminea
Assiminea es un género de moluscos gasterópodo de la familia Assimineidae.

## Especies
- Assiminea aurifera Preston, 1912
- Assiminea avilai van Aartsen, 2008
- Assiminea bella Kuroda, 1958
- Assiminea brevicula (Pfeiffer, 1855)
- Assiminea cienegensis Robert Hershler, Hsiu-Ping Liu, B.K. Lang
- Assiminea compacta (Carpenter, 1864)
- Assiminea cornea (Leith, 1853)
- Assiminea dubiosa (C. B. Adams, 1852)
- Assiminea estuarina Habe, 1946
- Assiminea geayi Lamy, 1910
- Assiminea gittenbergeri van Aartsen, 2008
- Assiminea glaubrechti van Aartsen, 2008
- Assiminea globulus Connoly, 1939
- Assiminea grayana Fleming, 1828
- Assiminea hessei O. Boettger, 1887
- Assiminea hiradoensis Habe, 1942
- Assiminea infirma Berry, 1947
- Assiminea japonica Martens, 1877
- Assiminea littorina (Delle Chiaje, 1828) sensu Philippi, 1841
- Assiminea lucida Pease, 1869
- Assiminea lugubris Turton, 1932
- Assiminea lutea (A. Adams, 1861)
- Assiminea mesopotamica Glöer, Naser & Yasser, 2007
- Assiminea moroccoensis Rolán, 2013
- Assiminea nitida (Pease, 1864)
- Assiminea occulta Rolán, 2013
- Assiminea ovata (Krauss, 1848)
- Assiminea palauensis Thiele, 1927
- Assiminea parasitologica Kuroda, 1958
- Assiminea parvula (Mousson, 1865)
- Assiminea pecos Taylor, 1987
- Assiminea possietica Golikov & Kussakin in Golikov & Scarlato, 1967
- Assiminea principensis Rolán, 2013
- Assiminea relata Cotton, 1942
- Assiminea rolani van Aartsen, 2008
- Assiminea saotomensis Rolán, 2013
- Assiminea senegalensis Rolán, 2013
- Assiminea subeffusa O. Boettger, 1887
- Assiminea succinea (Pfeiffer, 1840)
- Assiminea theobaldiana Nevill, 1880
- Assiminea translucens (Carpenter, 1864)
- Assiminea violacea Heude, 1882
- Assiminea vulgaris (Webster, 1905)
- Assiminea waitemata Laws, 1950 †
- Assiminea woodmasoniana G. Nevill, 1880
- Assiminea zubairensis Glöer & Naser, 2013